# Carlo Verri
Pour les articles homonymes, voir Verri.
Le comte Carlo Verri (né le 23 février 1743 à Milan et mort le 7 juillet 1823 à Vérone) était un homme politique et agronome lombardo-vénitien de la seconde moitié du XVIIIe et du début du XIXe siècle.

## Biographie
Cadet de famille, avec pour frères aînés les comtes Pietro Verri, homme politique, économiste et philosophe italien de premier plan, et Alessandro Verri. Il eut une jeunesse dissolue avant de devenir un homme politique important, notamment sénateur du royaume d'Italie et Président de la régence provisoire en 1814.

## Principales œuvres de Carlo Verri
- Del modo di propagare, allevare e regolare i gelsi, Pirotta, Milan, 1801
- Saggio di agricoltura pratica sulla coltivazione delle viti, Brescia, 1803
- Il gelso, la vite ed il sovescio. Almanacco per l'anno 1822
- L'erba medica, il seme de' Bachi e la foglia. Almanacco per l'anno 1823
- Del vino discorsi quattro", 1823

## Armoiries
| Figure | Blasonnement |
|        | Armes de comte du Royaume, Écartelé : au 1, des comtes sénateurs du Royaume ; au 2, d'azur à un porc d'argent, une fasc de même brochant ; au 3, de gueules à une palette de peintre et un pinceau d'argent ; au 4, de sinople, à deux barres d'argent. |